# Дубровка (сільське поселення присілок Шум’ятино)
Дубровка (рос. Дубровка) — присілок в Малоярославецькому районі Калузької області Російської Федерації.
Населення становить 15 осіб. Входить до складу муніципального утворення Присілок Шум'ятино.

## Історія
Від 2004 року входить до складу муніципального утворення Присілок Шум'ятино.

## Населення
| 2002 | 2010 |
| ---- | ---- |
| 38   | ↘15  |